# Ísis Valverde
Ísis Nable Valverde (Aiuruoca, 17 de febrero de 1987) es una actriz y modelo brasileña. Ha trabajado en telenovelas de Rede Globo, su primer papel fue la misteriosa Ana do Véu en la novela Niña moza (2006). Luego interpretó a Rakelli en la telenovela Belleza pura (2008), la soñadora Camila en India, una historia de amor (2009), Suelen en Avenida Brasil (2012) y Sandra en Boogie Oogie (2014).

## Biografía
A los quince años, Isis Valverde dejó su ciudad y se fue a Belo Horizonte, para estudiar.
A los dieciséis años comenzó a trabajar como modelo, e hizo varias campañas publicitarias, inclusive una en la cual declara tener un fetiche por las cosquillas octubre de 2017[cita requerida]. A los 18 se mudó a Río de Janeiro, donde comenzó a estudiar teatro.
En 2005 audicionó para representar a Giovana en la telenovela Belíssima, pero el papel lo ganó Paola Oliveira, en 2006 trabaja en la telenovela Niña moza protagonizada por Débora Falabella. 
En 2007 fue muy elogiada por su participación en Paraíso Tropical como la prostituta Telma. En 2008, triunfó en la novela de las 19 horas, Beleza Pura, donde interpretaba a la espevitada Rakelli, una manicure hija de la ex-chacrete Ivete (Zezé Polessa), que soñaba con ser asistente de palco del Caldeirão do Huck. 
En 2009, estuvo en la novela Caminho das Índias, la primera novela de las 21h de su carrera (considerando que en Paraíso Tropical ella participó sólo en los diez primeros capítulos), interpretando a la soñadora Camila, una joven que conoce a un indio (Ravi, personaje de Caio Blat) y se enamora de él, mudándose a la India, con dificultades de adaptarse a las costumbres del país.

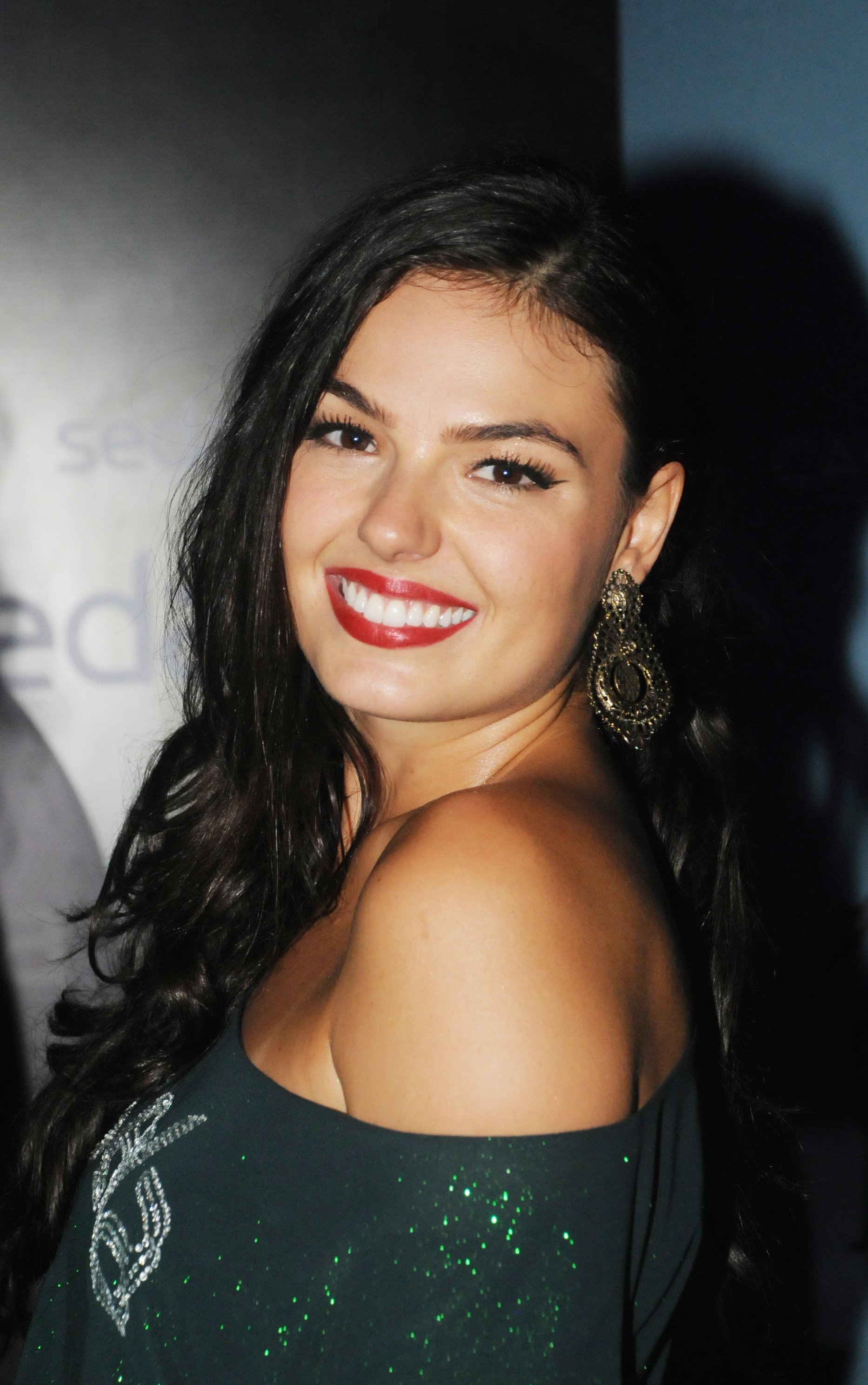
Ísis Valverde en 2012.

En 2012, formó parte de la telenovela Avenida Brasil, protagonizado por Débora Falabella, Murilo Benicio y Adriana Esteves, interpretando el personaje de Suelen.
En 2013, protagonizó la miniserie O Canto da Sereia, interpretando a Sereia. En 2014, protagonizó junto a Cauã Reymond la miniserie Amores Roubados, interpretando a Antonia. En el mismo año, fue la protagonista de la telenovela Boogie Oogie.
En 2017, interpretó Ritinha en la telenovela A Força do Querer.

## Vida personal
En 2014 comenzó a salir con el actor mexicano Uriel del Toro con quien terminó en diciembre de 2015. El 9 de abril de 2018 anunció estar embarazada de su primer hijo, y en junio de 2018 se casó con el padre del niño Andre Resende. Tres años después se separa.

## Filmografía

### Televisión
| Año         | Título                      | Personaje                               | Nota              |
| ----------- | --------------------------- | --------------------------------------- | ----------------- |
| 2006        | Niña moza                   | Ana del Velo (Ana Luísa Maria Teixeira) | Papel de apoyo    |
| 2007        | Paraíso Tropical            | Telma Linhares                          | Participación     |
| 2008        | Belleza pura                | Rakelly dos Santos Saldanha Pederneiras | Coprotagonista    |
| 2009        | India, una historia de amor | Camila Félix Gallo Goulart Ananda       | Coprotagonista    |
| 2010        | Cuchicheos                  | Marcela de Andrade                      | Protagonista      |
| 2012        | Avenida Brasil              | Suelen                                  | Elenco de apoyo   |
| 2012        | As Brasileiras              | Catarina                                | Participación     |
| 2013        | El canto de la Sirena       | Sirena Maria de Oliveira                | Protagonista      |
| 2014        | Amores robados              | Antônia Favais                          | Actuación estelar |
| 2014        | Boogie Oogie                | Sandra Miranda Román                    | Protagonista      |
| 2017        | A Força do Querer           | Rita Rosa (Ritinha)                     | Protagonista      |
| 2019 - 2021 | Amor de Mãe                 | Betina Torres                           | Soporte           |

### Cine
| Año  | Película                         | Papel           | Notas                |
| ---- | -------------------------------- | --------------- | -------------------- |
| 2007 | Ré Bemol                         |                 |                      |
| 2013 | Faroeste Caboclo                 | Maria Lúcia     |                      |
| 2013 | Turbo                            | Burn            | Doblaje al portugués |
| 2016 | Malasartes e o Duelo com a Morte | Áurea           |                      |
| 2017 | Amor.com                         | Katrina         |                      |
| 2017 | Viaje                            | Áurea           |                      |
| 2019 | Simonal                          | Tereza Pugliesi |                      |
| 2023 | Ângela                           | Ângela Diniz    |                      |

## Premios y nominaciones

### Melhores do Ano
| Año  | Categoría               | Trabajo         | Resultado | Ref.        |
| ---- | ----------------------- | --------------- | --------- | ----------- |
| 2008 | Mejor actriz de reparto | Beleza Pura     | Ganadora  | [ 5 ] [ 6 ] |
| 2012 | Mejor actriz de reparto | Avenida Brasil  | Ganadora  | [ 7 ]       |
| 2014 | Mejor actriz de serie   | Amores Roubados | Nominada  | [ 8 ]       |